# Windows 3.1x
Windows 3.1x je serija 16-bitnih operativnih sustava tvrtke Microsoft za osobna računala. Serija započinje verzijom Windows 3.1, čija prodaja je započela u ožujku 1992., a radilo se o nasljedniku operativnog sustava Windows 3.0. Razvoj serije trajao je od 1992. do 1994. kada je serija 3.1 zamijenjena operativnim sustavom Windows 95.

## Vanjske poveznice
- Winhistory.de, Njemačka stranica o MS-DOSu i MS Windows (ima puno informacija o Windows 3.1 OS-u)
- Weblust.com  Arhivirana inačica izvorne stranice od 18. srpnja 2011. (Wayback Machine), Windows 3.1 Biblija